# Sarah Shahi
Aahoo Jahansouz Shahi (Euless, Texas; 10 de enero de 1980), conocida como Sarah Shahi, es una actriz estadounidense de ascendencia iraní y española, conocida por interpretar a Kate Reed en Fairly Legal y a Sameen Shaw en Person of Interest.

## Primeros años
Sarah Shahi nació y creció en Euless, Texas de padre iraní, Abbas Shahi, y madre española, conocida como Mahmonir. Tiene un hermano mayor, Cyrus, y una hermana menor llamada Samantha. Su nombre de nacimiento, Aahoo, significa "gacela" en persa.
Shahi comenzó su carrera como reina de belleza durante su adolescencia, fue Miss Fort Worth, Texas, en 1997. Tras estudiar ópera se unió a la plantilla de cheerleaders de los Dallas Cowboys 1999-2000, fue la portada de su calendario para el año 2000.

## Carrera
Mientras trabajaba como extra en el rodaje de Dr. T & the Women, conoció al director Robert Altman, que la animó a trasladarse a Hollywood y probar suerte en el cine. Sarah Shahi le hizo caso y se mudó a Los Ángeles. Una vez allí consiguió diversos personajes en varias series de éxito, como Alias, donde interpretó a Jenny, y Dawson's Creek, donde interpretó a Sadia Shaw. Participó en el episodio piloto de la serie Sobrenatural.
Se hizo popular por su personaje de Carmen de La Pica Morales, una DJ mexicana-estadounidense, en la serie de televisión The L Word, producida y emitida originalmente por  ShowTime en Estados Unidos. Participó en esta serie de culto durante la segunda y tercera temporada.
También apareció en la serie de éxito internacional The Sopranos durante su sexta temporada como Sonya Aragon, una estríper y estudiante universitaria que pasa un fin de semana con Tony tras la muerte de un familiar de éste.
En 2007 coprotagonizó la serie policíaca de TV Life.
En el 2012 tomó el papel de Renée Royce en el drama de NBC Chicago Fire apareciendo en 6 episodios, 5 en 2012 y 1 en 2013 (Final de temporada), se le espera ver más en el futuro de la serie, ya que en el final de la primera temporada se la ve embarazada de uno de los protagonistas Kelly Severide (Taylor Kinney).
Ha interpretado a Sameen Shaw en la serie de televisión Person of Interest.

## Idiomas y familia
Habla inglés y persa. Su padre no quiso que aprendiera español, a pesar de la insistencia de su madre. Estudió español para su personaje de Carmen de la Pica Morales en The L-Word.[cita requerida]
Por la rama paterna de su familia, es tataranieta de Fatḥ-‘Alī Shāh Qājār (en persa: فتح على شاه قاجار ), Sah de Persia entre 1797 y 1834, segundo rey de la dinastía Qajar. Sus parientes lejanos son el Príncipe Aly Jan, Princesa Yasmín Aga Jan, Príncipe Karim Jan, Saduddrin Uddin Amyn Mohammad Aga Jan, y Aga Jan III.[cita requerida]

## Otras actividades
- Aparece en el episodio piloto de la serie Sobrenatural interpretando al fantasma de una suicida.[cita requerida]
- Tiene cinturón marrón en karate.[cita requerida]

## Filmografía
| Año  | título                                   | Personaje                       | Notas         |
| ---- | ---------------------------------------- | ------------------------------- | ------------- |
| 2000 | Dr. T y las mujeres                      | Porrista                        | Sin acreditar |
| 2003 | La Vieja Escuela                         | Erica                           |               |
| 2003 | Legalmente Rubia 2: Rojo, Blanco y Rubio | Becky, hermana Delta Nu         | Sin acreditar |
| 2005 | A Lot Like Love                          | Starlet                         |               |
| 2006 | For Your Consideration                   | Sanchez                         |               |
| 2006 | The Dog Problem                          | Candy                           |               |
| 2007 | Rush Hour 3                              | Zoe                             |               |
| 2008 | Shades of Ray                            | Sana Khaliq                     |               |
| 2008 | AmericanEast                             | Salwah                          |               |
| 2009 | Crossing Over                            | Pooneh Baraheri                 |               |
| 2011 | The Trouble with Bliss                   | Hattie Skunk / Hattie Rockworth |               |
| 2011 | I Don't Know How She Does It             | Janine LoPietro                 |               |
| 2012 | Static                                   | Adele Dade                      |               |
| 2012 | Bullet to the Head                       | Lisa Bonomo                     |               |
| 2013 | El Congreso                              | Michelle                        |               |
| 2014 | Camino a Paloma                          | Eva                             |               |
| 2015 | The Adventures of Beatle                 | Carla                           |               |
| 2015 | Divine Access                            | Marian                          |               |
| 2017 | Hangman                                  | Capitana Lisa Lawson            |               |
| 2022 | Black Adam                               | Adrianna Tomaz                  |               |
| 2023 | Rojo, blanco y sangre azul               | Zahra Bankston                  |               |

| Año             | Título                                             | Personaje                     | Notas |
| --------------- | -------------------------------------------------- | ----------------------------- | --- |
| 2000            | City Guys                                          | Porrista                      | Episode: "Shock Treatment" |
| 2000            | Spin City                                          | Bachelorette                  | Episode: "Blind Faith" |
| 2001            | Boston Public                                      | Laura                         | Episodio: "Chapter Eleven" |
| 2001            | Off Centre                                         | Angelica                      | Episodio: "A Cute Triangle" |
| 2001            | El Diario de Molly                                 | Rosa                          | Episodio: "The Exchange-Student Episode" |
| 2001–2002       | Alias                                              | Jenny                         | 7 episodios |
| 2002            | Class of ‘06                                       | Meg                           | Película de televisión |
| 2002            | My Adventures in Television                        | Diva de TV                    | Episodio: "The Chinese Baby" |
| 2003            | Frasier                                            | Reservacionista               | Episodio: "Door Jam" |
| 2003            | Dawson's Creek                                     | Sadia Shaw / Chica Misteriosa | Episodios: "Catch-22", "Sex and Violence", and "All the Right Moves"                                                                                      |
| 2003            | ER                                                 | Tara King                     | Episodio: "The Greater Good" |
| 2004            | Century City                                       | Sra. Morris                   | Episodio: "Sweet Child of Mine" |
| 2004–2007       | Reba                                               | Bridget / Kate                | Episodios: "Cheyenne‘s Rival" y "To Tell You the Truth"                                                                                                   |
| 2005            | Plan B                                             | Bronwyn                       | Película de televisión |
| 2005            | Supernatural                                       | Constance Welch / La Llorona  | Episodio: "Pilot" |
| 2005–2009       | The L Word                                         | Carmen de la Pica Morales     | Personaje de rol de apoyo en 26 (de 70) episodios |
| 2005            | The Drop                                           | Ella misma                    | Episodio: "2.49" |
| 2006            | Teachers                                           | Tina Torres                   | Personaje Principal |
| 2006            | Sleeper Cell                                       | Farrah                        | Episodios: "Faith" y "Torture" |
| 2007            | Los Soprano                                        | Sonya Aragon                  | Episodio: "Kennedy y Heidi" |
| 2007–2009       | Life                                               | Dani Reese                    | Personaje principal, 32 episodios |
| 2010            | Psych                                              | Ruby                          | Episodio: "Thrill Seekers and Hell Raisers" |
| 2011–2012       | Fairly Legal                                       | Kate Reed                     | Protagonista, 23 episodios |
| 2011            | Young Justice                                      | Killer Frost                  | Episodio: "Terrors" |
| 2012–2013       | Chicago Fire                                       | Renee Royce                   | 7 episodios |
| 2013–2016       | Person of Interest                                 | Sameen Shaw                   | Primera aparición en la segunda temporada en el episodio "Relevance", y tres más en esa temporada, siendo un personaje recurrente en la tercera temporada |
| 2015            | Ray Donovan                                        | Hasmig                        | Episodio: "Una Noche en Yerevan" |
| 2016            | Pitch                                              | Natalie Luongo                | Episodios: "Unstoppable Forces & Inmovable Objects" and "Scratched"                                                                                       |
| 2017            | Michael Bolton's Big, Sexy Valentine's Day Special | Carmela                       | Variedad especial |
| 2017            | Reverie                                            | Mara Kint                     | Protagonista |
| 2018            | Halfway There                                      | Carrie Claussen               | Película de televisión |
| 2021–2023       | Sex/Life                                           | Billie Connelly               | Protagonista |
| 2025 – presente | Paradise                                           | Dra. Gabriela Torabi          | 8 episodios |